# Discinella
Discinella Boud. – rodzaj grzybów z typu workowców (Ascomycota).

## Systematyka i nazewnictwo
Pozycja w klasyfikacji według Index Fungorum: Discinellaceae, Helotiales, Leotiomycetidae, Leotiomycetes, Pezizomycotina, Ascomycota, Fungi.
Takson utworzył w 1885 roku Jean Louis Émile Boudier. Gatunki występujące w Polsce:
- Discinella lividopurpurea Boud. 1888
- Discinella schenkii (Batsch) Boud. 1907

Nazwy naukowe na podstawie Index Fungorum. Wykaz gatunków według M.A. Chmiel checklist.